# Ruderting
Ruderting – miejscowość i gmina w Niemczech, w kraju związkowym Bawaria, w rejencji Dolna Bawaria, w regionie Donau-Wald, w powiecie Pasawa. Leży w południowej części Lasu Bawarskiego, około 10 km na północ od Pasawy, przy drodze B85.

## Demografia
| Rok  | Liczba mieszk. |
| ---- | -------------- |
| 1970 | 1 911          |
| 1987 | 2 487          |
| 2000 | 3 124          |

## Współpraca
Miejscowości partnerskie:
- Ilz, Austria
- Stachy, Czechy